# “五星出东方利中国”护膊
“五星出东方利中国”护膊是1995年出土于中国新疆维吾尔自治区和田地区民丰县尼雅遗址的汉代到魏晋时期的蜀锦，为国家一级文物、首批禁止出国（境）展览文物。现藏于新疆维吾尔自治区博物馆。“五星出东方利中国”护膊是汉锦的代表之一，是已出土汉锦中密度最高的织锦。
“五星出东方利中国”护膊主体由面锦、内衬构成，为长18.5厘米，宽12.5厘米圆角长方形，另有白绢系带。其面锦为五重平纹经锦，有蓝地白字“五星出东方利中国”，另有云气纹、鸟兽纹等纹饰。“五星出东方利中国”是古时中国星占学占辞用语。与同时同地出土的“诛（讨）南羌”织锦可能为同一织锦经剪裁得到的不同物品，所载内容可能与赵充国讨伐西羌的史实有关，但仍有争议。

## 尼雅遗址
“五星出东方利中国”织锦护臂出土于尼雅遗址的一座夫妻合葬墓中。尼雅遗址坐落于中华人民共和国新疆维吾尔自治区和田地区民丰县以北150千米处，尼雅河尾闾地带，塔克拉玛干沙漠腹地。遗址以佛塔为中心，沿古尼雅河道南北向分布包括墓地、果园、储水池等在内的百余处遗迹，遗址呈南北长30千米左右，宽5到7千米的带状分布。尼雅遗址为西汉时期精绝国故地，最后一次在《大唐西域记》中出现后，典籍便再无精绝国的记载。直至1901年，英国探险家斯坦因重新发现该遗址并多次发掘该遗址。新疆和平解放后，新疆维吾尔自治区博物馆李遇春等人在1959年曾对遗址西北的墓地进行发掘，此后一直到到20世纪90年代，都鲜有对尼雅遗址的系统探查。

## 出土与保护
1994年，中日尼雅遗址学术考察队经国家文物局批准后开启了对尼雅遗址考古发掘工作。1995年10月，考察队经过遗址北部的途中，偶遇部分裸露在外的木棺（95MNI号墓地）。木棺处在黄沙之间，周围分布枯木。考察队在木棺处发掘出8座棺墓，在其中的8号棺墓（M8）中发现了“五星出东方利中国”织锦。8号棺墓葬具为长2米有余，宽和高近1米的矩形箱式木棺，棺内葬有男女各一人，男西女东，二人均头北向，仰身直肢，盖被单。随葬品有弓、箭、弓袋、黄绢袍服等。“五星出东方利中国”织锦护臂缠绕在男尸右侧的木叉枝上，因此“五星出东方利中国”织锦护臂可能是生前使用的物品，而非随葬品。“诛南羌”织锦也出土于此墓葬中。
在现场完成基本记录、测绘、摄影后，以“五星出东方利中国”织锦为代表的尼雅遗址纺织品被送抵乌鲁木齐市进行清理工作。此后对“五星出东方利中国”织锦的文字和纹饰解析、织作工艺、数字化信息采集、工艺复制等不同方向的研究先后进行。“五星出东方利中国”护膊在2002年被国家文物局列入首批《禁止出国（境）展览文物目录》。因“五星出东方利中国”护膊等文物的出土，民丰尼雅遗址成为中国“1995年全国十大考古新发现”之一，在2001年被选为“二十世纪中国百项考古大发现”，在2021年被评为“百年百大考古发现”。

## 形制
“五星出东方利中国”护膊为长18.5厘米、宽12.5厘米圆角长方形，外侧有白色绢缘，并缝缀有6条最长21厘米、宽1.5厘米的白绢系带。护膊面锦为“五星出东方利中国”织锦，织锦部分有破裂。“五星出东方利中国”织锦为五重平纹经锦，经密220根/厘米，纬密24根/厘米。两块黄绢拼缝成护膊的衬里，黄绢经密66根/厘米，纬密30根/厘米。白色绢缘是同一绢条，经密50根/厘米，纬密40根/厘米。白绢系带，其中三条系带已断，经密60根/厘米，纬密28根/厘米。
“五星出东方利中国”织锦颜色以宝蓝、草绿、绛红、明黄、白色五组颜色经线为主，根据纹样的不同分别显花。蓝地上起白色铭文八个汉字“五星出东方利中国”，所用字体是流行于汉魏时期的介于篆书和隶书之间的缪篆体。汉字上下有两组红白圆形纹、云气纹、鸟兽纹等组成的纹饰，每组纹饰循环超过7厘米。

## “诛（讨）南羌”织锦

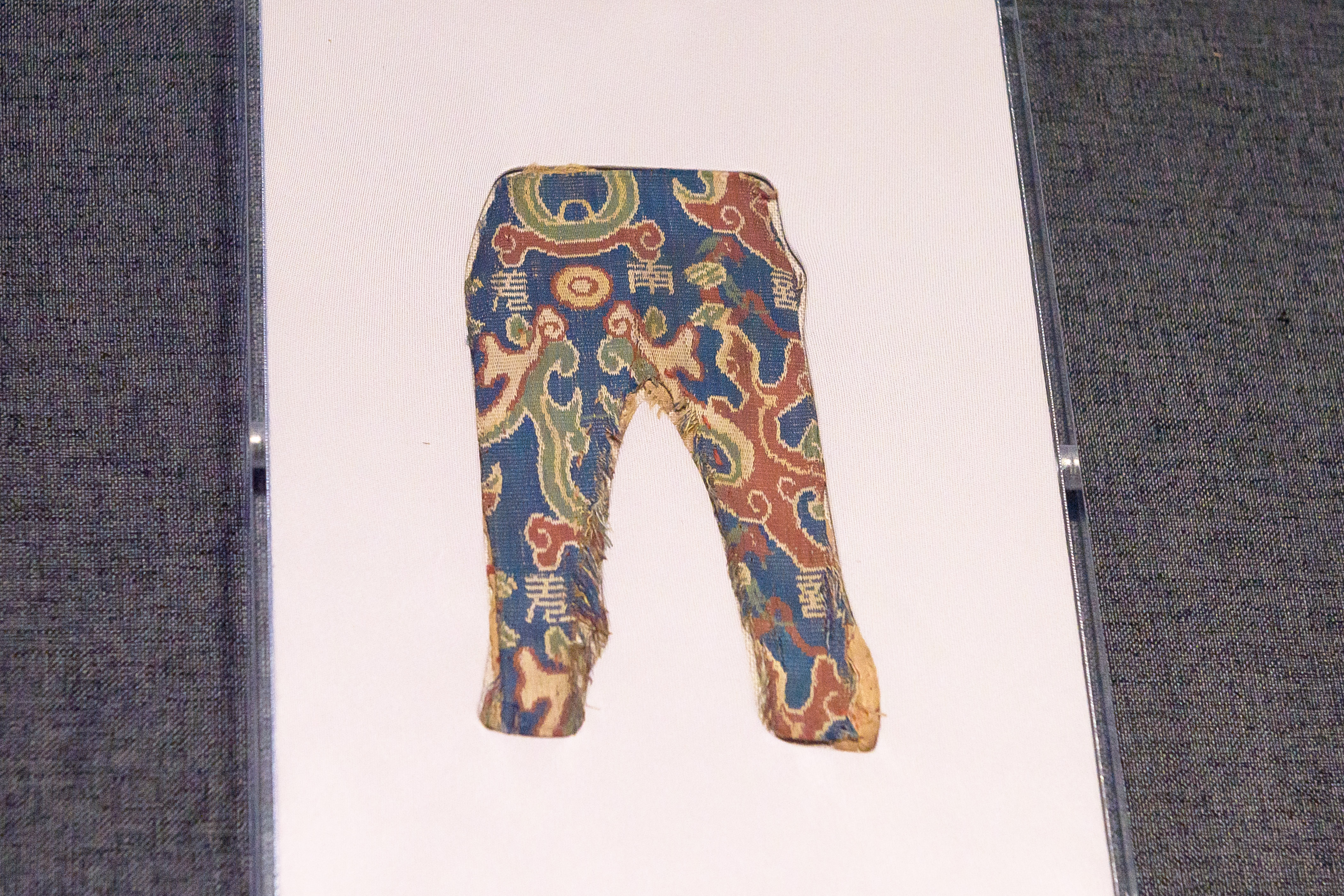
“诛南羌”锦，其文字亦被解读为“讨南羌”

“诛（讨）南羌”锦与“五星出东方利中国”锦出土于同一墓葬，出土时放置在男墓主一侧的木叉上。“诛（讨）南羌”织锦左右对折形成物品所用面锦，内衬绢里，一侧被缝合，但线已脱开。另缝与宽3.4厘米，长67厘米对折的黄绢带缝在一起。“诛（讨）南羌”织锦展开后为小裤子状，长13.2厘米，宽7厘米。组织结构、题材图案和风格与“五星出东方利中国”锦相近。经密220根/厘米，纬密24根/厘米。
“诛（讨）南羌”织锦与“五星出东方利中国”织锦工艺、色彩、题材几近相同，可能是同一块织锦经剪裁的不同物品。最初织锦上篆体文字被主持此次发掘的考古学家于志勇等人解读为“讨南羌”，纺织学家赵丰则认为应为“诛南羌”，不过二者含义差别不大。然而“诛（讨）南羌”织锦与“五星出东方利中国”织锦在具体的描绘手法与细节刻画上有所区别，如茱萸纹的刻画完全不同。故也有对二者为同一整体之说的质疑。

## 文字与纹饰

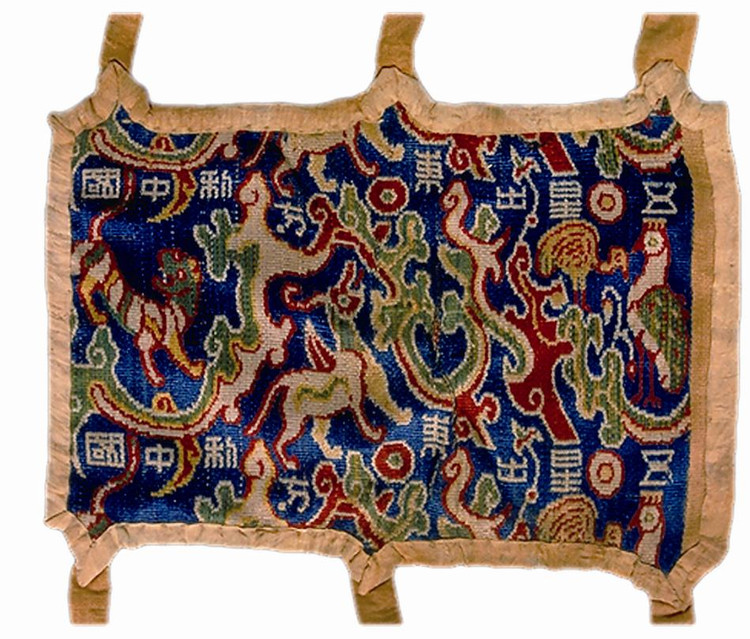
五星出东方利中国

### 文字含义
中国丝绸博物馆将“五星出东方利中国”锦与不同汉锦对比后，确定整块锦复原文字为“五星出東方利中國誅南羌四夷服單于降與天無極”。“五星出東方利中國”从右到左分布在织锦上下两排，属中国占星术中之“五星占”，其文于《史记·天官书》最早出现：五星分天之中，积于东方，中国利；积于西方，外国用［兵］者利。五星皆从辰星而聚于一舍，其所舍之国可以法致天下。此后史书《汉书》《晋书》等有类似的记载，《开元占经》、《乙巳占》、马王堆帛书《五星占》等也都有五星相关内容，这些内容常与用兵有关。“五星”指辰星、荧惑、岁星、太白、镇星，对应水星、火星、木星、金星、土星五大行星。“东方”指天穹的特定位置。“中国”指黄河中下游的京畿地区和中原地区，为“京中、城中”的含义。“五星出东方利中国”在占星学的意思是在东方的天空出现五星连珠的天文现象时，对于京畿地区和中原地区的军国大事有利。
和“诛（讨）南羌”织锦相结合的“五星出東方利中國誅南羌四夷服單于降與天無極”则可能与《汉书·赵充国传》的“今五星出东方，中国大利，蛮夷大败。太白出高，用兵深入敢战者吉，弗敢战者凶。将军急装，因天时，诛不义，万下必全，勿复有疑。”内容吻合。唐代历史学家颜师古对《汉书》的注解中援引张晏也有类似说法和措辞：“五星所聚，其下胜。羌人在西，星在东，则为汉。”除此之外，“五星出東方利中國誅南羌四夷服單于降與天無極”的内容和另一块锦的“琦玮并出中国大昌四夷服诛南羌乐安定与天无疆”的文字在内容、时代上相近，可相互佐证。所讲述的内容是汉宣帝于神爵元年（前61年）派后将军赵充国全权经略西羌军事，然而赵充国因复杂的情况进兵缓慢，于是汉宣帝下此内容的敕书，命赵充国把握战机。

### 纹饰含义
纹饰是“五星出东方利中国”织锦的主要部分，包含云气纹、茱萸纹、鸟兽纹等多种纹饰。图案总体使用山状云为骨架，沿着纬线方向铺展，起到了分割区域的作用。茱萸纹位于云端处，将云气纹和茱萸纹结合在汉代织锦中有辟除恶气、长寿登高之意。使用红、黄、绿、白四色云气纹加蓝色底构成“五彩云锦”。白色圆形纹象征太阴，即月亮。红色圆形纹象征太阳。
织锦上鸟兽纹有四种，两禽两兽。但对于四种鸟兽纹的形象解读不一。最右侧的鸟兽纹上方对应着文字“五”，形象为鸾，或为孔雀，或为孔雀与鹦鹉结合而成的神兽。该禽类纹饰站于白色镶边的绿色山状云上，红线勾出其头、翅膀、喙、脚之轮廓；翅膀为绿底，上有白线勾出的羽毛；头冠用黄线描绘；眼部则用绿线。该鸟兽纹左侧云端上站立有禽类，即右二鸟兽纹，形象为鸵鸟或仙鹤。该鸟兽纹长颈长足，向上拱起身体，为低头进食的状态。再往左为仰头独角兽，即右三鸟兽纹，形象可能是辟邪、麒麟、青龙、有翼神兽。独角兽吐有红舌，身上有三角形翅膀，身为白色，颈为绿色，两只后腿为黄色。最左侧的鸟兽纹，即右四鸟兽纹，形象为白虎，是“五星出东方利中国”织锦中唯一确定的神兽形象，白虎高跷尾巴，身有间隔色彩代表花纹。

## 工艺技术

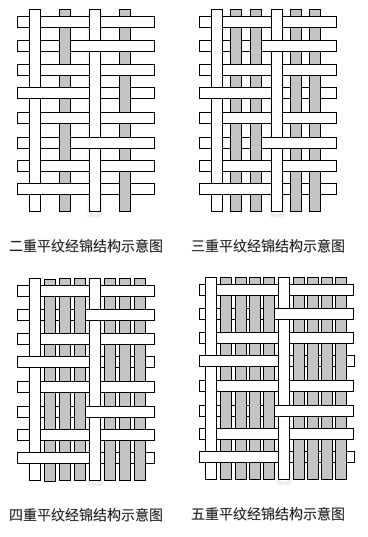
二重、三重、四重、五重平纹经锦结构示意图

### 主要工艺
“五星出东方利中国”织锦属于汉代蜀锦，工艺为“经丝彩色显花”，即“经锦”。经丝彩色显花仅使用一色纬线，经线则会使用三到五种颜色，经线颜色越多，密度便越大，织工艺难度随之增加。经锦工艺所织造的图案通过直线排列色彩，最终形成完整的图案，汉代织锦纹饰以云气动物纹锦为绝大多数。常见的二重平纹锦、三重平纹经锦、四重平纹经锦采用的是不同比例表里经丝比织就。经锦以五种颜色为主，通常使用分区换色的方法让一块锦上出现五种不同的颜色。
而“五星出东方利中国”织锦是一整块完整的独立织物，并未用不同分区更换不同颜色的方法，而是使用了工艺更为复杂的五重平纹经锦。五种颜色的经线延纬线顺序铺设，构成完整纹样。在图案7.4厘米的经向循环中，有84根纬线，远多于常见的汉锦。“五星出东方利中国”织锦是目前已知汉锦中，使用最为复杂的工艺、最多颜色的织锦之一，是汉锦织造工艺顶峰的代表作。

### 工艺复制

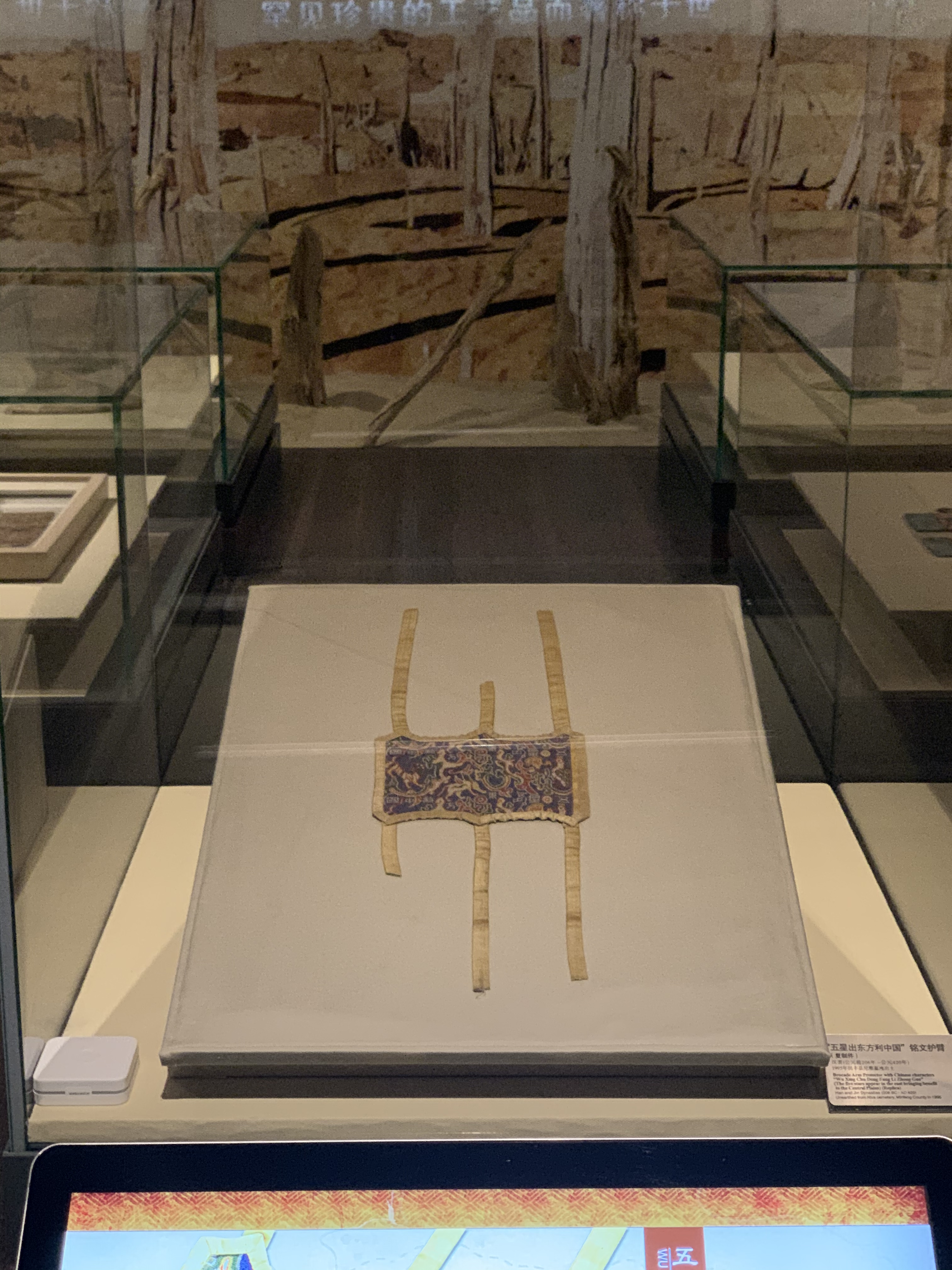
“五星出东方利中国”护膊复制品，现藏于新疆维吾尔自治区博物馆

自出土以来，“五星出东方利中国”织锦以复制其图案的复制品较为常见，而利用汉锦工艺的复制品直至2018年才复制成功。2013年，四川省老官山汉墓出土了约为汉景帝到汉武帝时期的四台织机模型，四台织机模型都有用于选综的齿梁，通过齿梁的移动对准提升的综，并设置有专用踏板控制综的提升。中国丝绸博物馆利用这些模型，复原了汉代一勾多综式提花机，汉代的织造工艺得以复活。2015年，新疆维吾尔自治区文物局经中国国家文物局批准，委托中国丝绸博物馆复制“五星出东方利中国”锦。中国丝绸博物馆基于复原的提花机，花费超过一年的时间完成穿综，又利用汉代织造技艺复制“五星出东方利中国”锦。提花机共用10470根经线、84片纹综、2片地综。复制成功的“五星出东方利中国”锦于新疆博物馆、新疆文物考古研究所、和田地区博物馆展出。

## 文物用途
“五星出东方利中国”护膊出土时因与弓、箭、箭箙等武器放置在一起，最初被发掘考古团队认为是与武器成套的锦袋。后纺织考古学家王亚蓉认为该织锦是射褠，即拉弓射箭时的系在射手臂膊上的护臂（护膊）。护臂（护膊）之说也被解读为初为装饰品，后被改为系在手臂上用于让鹰停歇的配件。尼雅遗址另外一处墓葬也有形制相同的刺绣品系扎在男尸左腕处。不过关于“五星出东方利中国”织锦是护臂（护膊），也有质疑之声。主要质疑因织锦面积过小、质地不如牛皮或其他材质结实而不适合保护手臂等原因而产生。新疆大学历史学院教授黄锦前推断“五星出东方利中国”织锦实际为辟邪厌胜的护身符。该锦亦有可能是具有象征的锦旗。
之所以“五星出东方利中国”织锦出土于精绝古国遗址中的墓地，可能是因为该织锦是精绝归附于汉朝所接受的赏赐，或是精绝国为汉征讨自己视为异族的南羌的纪念，亦或是墓主并不认识织锦上的汉字，仅因喜欢丝绸而保留。

## 主要展览
“五星出东方利中国”织锦于新疆维吾尔自治区博物馆《新疆历史文物展》展厅展出。不过也会借展，如2022年故宫博物院开年首展——《“何以中国”特展》中展出有“五星出东方利中国”织锦等珍稀文物。2019年在中国中央电视台综艺频道播出的文博探索类节目《国家宝藏》第二季第中，讲述包括“五星出东方利中国”织锦在内的新疆维吾尔自治区博物馆馆藏的三件文物背后的故事。“五星出东方利中国”织锦在节目收官盛典中，被选为入驻故宫博物院《“九州幻方”特展》的9件国宝之一。

## 衍生文化

### 文创产品

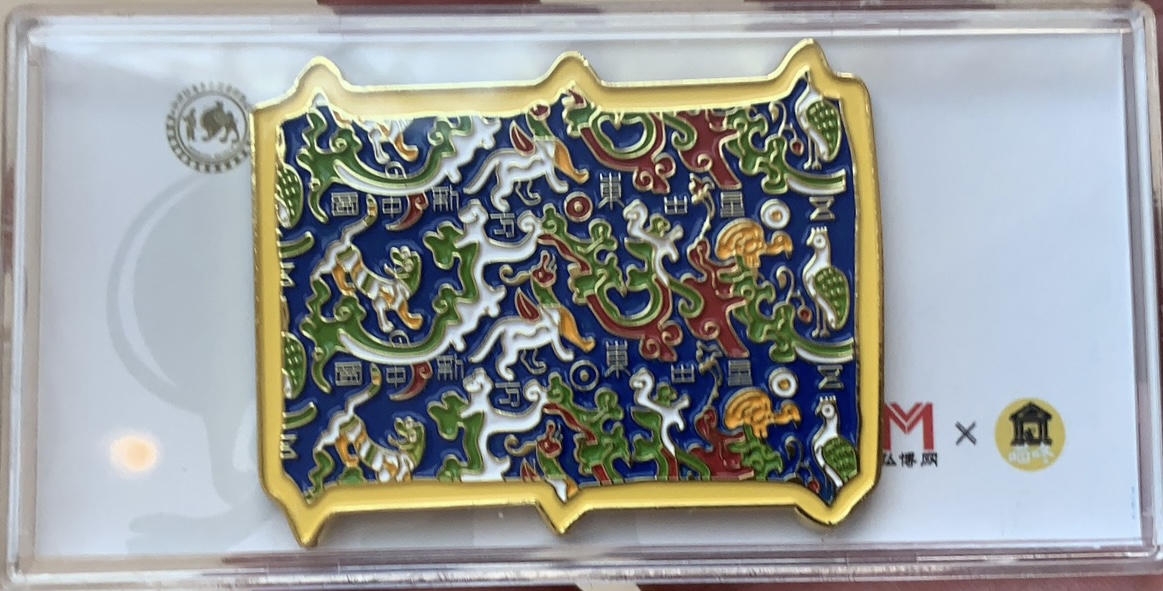
以“五星出东方利中国”织锦为原型的冰箱贴

新疆维吾尔自治区博物馆文创店推出有“五星出东方利中国”系列文创产品，内容包括充电宝、笔记本、手提袋、鼠标垫、茶具等产品。一些艺术家将“五星出东方利中国”织锦与非物质文化遗产相结合，推出文创产品。如金顶奖设计师张义超在2021年的北京时装周“非遗匠心光耀东方”主题汉服创意大秀中，推出了以“五星出东方利中国”织锦为主题的汉服系列。另外也有文创平台推出“五星出东方利中国”织锦的纹样与景德镇手工制瓷技艺相结合的“五星”主题高足盘、与西湖绸伞相结合的“五星出东方利中国锦护臂”艺术伞等产品。

### 舞剧舞蹈
2021年6月19日，中国共产党北京市委员会宣传部与中国共产党新疆维吾尔自治区委员会宣传部联合出品、以汉代织锦“五星出东方利中国”为题材创作的舞剧《五星出东方》在北京天桥艺术中心首演。《五星出东方》由北京演艺集团联合北京市援疆和田指挥部、中国共产党和田地区委员会宣传部共同制作。2022年9月，舞剧《五星出东方》获中华人民共和国文化和旅游部颁布的第十七届文华奖。2023年，根据《五星出东方》改编的舞蹈《锦绣》在2023年中央广播电视总台春节联欢晚会上演，讲述男主角汉戍边将领“奉”对故土文明的回忆。

## 影响
因“五星出东方利中国”织锦字面上与五星红旗呼应，其文字可被解读为祈祝中国吉祥的谶语，一度引发参观热潮。